# Sociedade Esportiva Belford Roxo
Sociedade Esportiva Belford Roxo é uma agremiação esportiva da cidade de Belford Roxo, no Rio de Janeiro.

## Historia
Inicialmente, em junho de 2020, a Sociedade Esportiva Belford Roxo foi fundada para ser um clube formador de atletas para o futebol, embora já trouxesse consigo o sonho de tornar-se, posteriormente, um clube profissional. Para tal, já nos seus primeiros meses de existência, inaugurou o seu próprio estádio, Nélio Gomes, com capacidade para cinco mil espectadores, localizado na sua cidade de origem,, visando ao treinamento dos jogadores das categorias de base.
No início de 2021, o presidente do clube, Reginaldo Gomes, fez uma parceria junto com o Nova Iguaçu, para negociação com jogadores da região da Baixada Fluminense. Em março do mesmo ano, o Belford Roxo oficializou a sua estreia em campeonatos profissionais, quando disputou a quinta divisão do estadual.. 
No Campeonato Carioca de Futebol de 2021 - Série C, o Belford Roxo obteve um ótimo desempenho, tendo finalizado a fase preliminar na primeira colocação, com quatorze vitórias e apenas duas derrotas. Nas semifinais, tendo enfrentado o Búzios, perdeu o jogo de ida pelo placar de 2 a 1 e, no de volta, empatou por 2 a 2, sendo assim eliminado.
Na Série C Carioca de 2022, o Belford Roxo foi campeão após vencer o Rio de Janeiro por 1 a 0.
Em 2023, o clube foi campeão invicto da Taça Maracanã, ao vencer o Barra Mansa por W.O pelo placar de 3 a 0, após a ausência de médico para iniciar a partida. No mesmo ano, o clube chegou à final do Campeonato Carioca Série B2, porém perdeu a final para o São Cristóvão. Mesmo com o vice campeonato, a equipe conquistou o acesso para o Campeonato Carioca Série B1 do ano seguinte.
Em 2024, o clube foi rebaixado para o Campeonato Carioca Série B2, ao terminar a terceira divisão do estadual na última colocação com nenhuma vitória, seis empates e duas derrotas.

## Títulos
| ESTADUAIS  | ESTADUAIS                    | ESTADUAIS | ESTADUAIS  |
| Competição | Competição                   | Títulos   | Temporadas |
| ---------- | ---------------------------- | --------- | ---------- |
|            | Campeonato Carioca - Série C | 1         | 2022       |

| TURNOS ESTADUAIS | TURNOS ESTADUAIS | TURNOS ESTADUAIS | TURNOS ESTADUAIS |
| Competição       | Competição       | Títulos          | Temporadas       |
| ---------------- | ---------------- | ---------------- | ---------------- |
|                  | Taça Maracanã    | 1                | 2023             |

Campeão Invicto

## Estatísticas

### Participações
|  | Participações em 2025 |

| Competição     | Competição | Temporadas | Melhor campanha     | Estreia | Última | P | R |
| -------------- | ---------- | ---------- | ------------------- | ------- | ------ | - | - |
| Rio de Janeiro | Série B1   | 1          | 9º colocado (2024)  | 2024    | 2024   | – | 1 |
| Rio de Janeiro | Série B2   | 3          | Vice-campeão (2023) | 2022    | 2025   | 1 | – |
| Rio de Janeiro | Série C    | 2          | Campeão (2022)      | 2021    | 2022   | 1 |   |